# Khanpur
Khanpur (Urdu خانپور) ist eine Stadt des Distrikts Rahimyar Khan in der Provinz Punjab in Pakistan.

## Klima
Khanpur hat ein heißes Wüstenklima (Köppen-Klimaklassifikation BWh) mit heißen Sommern und milden Wintern. Der Niederschlag ist gering, aber in der Monsunzeit von Juli bis September fällt etwas Regen.

## Bevölkerungsentwicklung
| Zensusjahr | Einwohnerzahl |
| ---------- | ------------- |
| 1972       | 49.235        |
| 1981       | 70.589        |
| 1998       | 120.382       |
| 2017       | 184.793       |